# Ammerön
Ammerön là hòn đảo lớn thứ 19 của Thụy Điển. Nằm ở hồ Revsundssjön.